# و آنگاه
و آنگاه (ژاپنی: それから) فیلمی ژاپنی به کارگردانی یوشیمیتسو موریتا است که در سال ۱۹۸۵ منتشر شد.
این فیلم در هفتمین جشنواره فیلم یوکوهاما برندهٔ جایزهٔ بهترین موسیقی متن با آهنگسازی شیگرو اومبایاشی شد. این فیلم همچنین ششمین فیلمِ برتر این جشنواره بود.

## بازیگران
- یوساکو ماتسودا
- میواکو فوجیتانی
- کائورو کوبایاشی
- میوری کازاما
- چیشو ریو
- کاتسوئو ناکامورا
- ماتسوکو کوسابوئه
- ایسه اوگاتا
- یومی موریو
- کنجی هاگا
- مایکو کاواکامی